# RTL Plug
Pour les articles homonymes, voir Plug.
RTL plug (anciennement Plug TV puis Plug RTL) est une chaîne de télévision généraliste commerciale privée belge destinée à un public d'adolescents et de jeunes adultes, émettant principalement en direction des téléspectateurs belges francophones.
Le 30 août 2010 marque le début de la diffusion du canal Plug RTL HD.

## Histoire
Origine du nom : en anglais, « to plug » signifie « (se) brancher ».
La volonté est évidemment de récupérer tous ces ados et jeunes adultes qui aiment la
télé-réalité et qui ne sont diffusées qu’en France. La grille de programmes étaient
à l’origine composé de télé-réalité, séries, humour, musique. Dès le 7 septembre 2008, la chaîne change de nom pour Plug RTL qui permet de prouver son alliance avec RTL Belgium. Le 28 mars 2023, la chaîne devient RTL plug pour "une identité plus cohérente".

## Identité visuelle

### Logos

Logo de Plug TV du 13 février 2004 au 7 septembre 2008
Logo de Plug RTL du 7 septembre 2008 au 28 mars 2023
Logo de RTL plug depuis le 28 mars 2023Logo de RTL plug depuis le 28 mars 2023

### Slogans
- 13 février 2004 - Septembre 2008 : « Complètement Plug »
- Septembre 2008 - 2010 : « Plug RTL, une rentrée Lifestyle »
- 2010 - 2011 : « Plug RTL - La chaîne Lifestyle »
- 2011 - 2012 : « Exprime ton côté Plug ! »
- Depuis 2012 : « La chaîne Lifestyle »

### Capital
RTL plug est éditée par la société luxembourgeoise RTL Belux S.A. & cie SECS, détenue à 65,6 % par CLT-UFA S.A, filiale à 99,7 % de RTL Group, à 33,8 % par le groupe éditorial belge Audiopresse S.A. et à 0,6 % par RTL Belux S.A.
RTL Belux S.A. & cie SECS possède un contrat de sous-traitance avec la société belge RTL Belgium S.A. qui fabrique et produit les programmes de Plug RTL ainsi que ceux des deux chaînes RTL-TVI (généraliste) et Club RTL (films anciens, sports, émissions enfantines…). RTL Belgium S.A. est détenue à 66 % par CLT-UFA S.A. et à 34 % par Audiopresse S.A.

### Sièges
Le siège social de la chaîne et sa régie finale sont installés dans l'immeuble KB2 de la CLT-UFA construit dans le quartier du Kirchberg au 45, boulevard Pierre-Frieden à Luxembourg, ce qui permet à la chaîne de conserver sa licence de diffusion luxembourgeoise.
Le siège de RTL Belgium est installé dans un immeuble, la RTL House, situé avenue Jacques Georgin n°2 à Schaerbeek (Bruxelles).

## Programmes
La chaîne, qui vise le public des 15-34 ans, diffuse une grande partie des programmes issus des grilles de M6 mais programme aussi des séries, de la télé réalité, des clips et produit des émissions propres.
Depuis le 8 septembre 2008, Plug RTL propose des programmes inédits (Un dîner presque parfait, D&CO ou encore Criss Angel le magicien gothique) mais également des séries phénomènes à redécouvrir (comme Lost).
Du côté des productions, Plug RTL propose Lifestyle avec Agathe Lecaron, Le Mag People et une émission musicale hebdomadaire.

### Émissions

#### Émissions diffusées
En journée (7h00-15h00), la chaîne laisse la place au Télé-Achat puis à partir de 15h30, les programmes commencent avec:
- Nouvelle Star est l'émission phare de la chaîne. Coproduite avec M6 (remplacée par D8 en 2012), un casting est chaque année organisé en Belgique. Les téléspectateurs belges peuvent voter via Plug Tv pour leurs candidats préférés.
- Touche pas à mon poste ! présenté par Cyril Hanouna, du lundi au vendredi.
- Pékin Express présenté par Stéphane Rotenberg.
- Incroyable talent présenté par Alex Goude et Louise Ekland.
- À prendre ou à laisser présenté par Julien Courbet.
- Secret Story (depuis saison 9) présenté par Christophe Beaugrand
- Les Princes de l'Amour
- Les Anges
- Les Marseillais
- L'Île de la tentation
- La Villa des cœurs brisés
- Planète Pablo présenté par l'humoriste Pablo Andres.

#### Émissions disparues
- E-Classement, présenté par Christine Massy.
- Kultissimo, présenté par Mervin, ancien candidat de l'émission de télé réalité française, La Nouvelle Star.
- Plug By Night présenté par David Antoine.
- Plug Vibration, 26 minutes consacrées à une thématique musicale.

De nombreuses spéciales sont également mises à l'antenne : Michaël Youn, Brice de Nice, Plug Horror Show, Marianne James, Pink, Robbie Williams… 
- Plug Paparazzi présenté par Hélène
- Plug Tribus présenté par Olivier Pairoux
- Plugtv Le Trip présenté par Olivier Pairoux et Christine Massy.
- Plug Hi-Fi présenté par Florence Robbiano
- Blogbuster présenté par Olivier Pairoux
- Wassup Pluggers ? présenté par David Antoine
- Infanity : les secrets des séries présenté par Florence Robbiano
- Plug Replay Émission quotidienne rediffusant toutes les séries, émissions, dessins animés, de la semaine.

Du fait de son appartenance à RTL Group, la chaîne profite des émissions de télé réalité réalisées par M6 mais également des émissions de TF1 ou encore de W9.
Émissions déjà produites par Plug TV :  
- C'est pas Hollywood présenté par Olivier Pairoux, Florence Robbiano et Jean Barbera - chroniqueurs : Anita Lixel, Alina alias Alessandra Leo, Hélène Helinck, MikL, Nico, Eddy et Araz.
- Plug Confidentiel animé par Vanessa Polo Friz.
- Backstage - Nouvelle Star présenté par David Antoine - reportages : Christophe Bordet.
- Monster Jam présenté par David Antoine et Michael Pachen.
- Plug On Air avec Olivier Pairoux, Florence Robbiano et David Antoine.
- Séquences belges pour Top Model USA 2 (America's next top model) présenté par Virginie Navez.
- FMX présenté par David Antoine et Michael Pachen
- Un Suppo et Oli présenté par Olivier Pairoux
- Jean Barbera Show présenté par Jean Barbera et Michael Pachen (diffusion irrégulière)

## Animateurs et animatrices d'RTL plug
- Olivier Pairoux
- David Antoine

## Diffusion
RTL plug est disponible sur les réseaux câblés luxembourgeois et belges de la Communauté française, le bouquet satellite belge et ceux de télévision sur IP en Belgique et au Luxembourg.

### Hertzien numérique
RTL plug était diffusée depuis le 4 avril 2006 jusq’ au fevrier 2024 sur le réseau numérique hertzien UHF PAL canal 24 de l'émetteur de Dudelange au Luxembourg, avec débordements sur une partie de la Belgique francophone.
Depuis janvier 2018, RTL-TVI, RTL Club et RTL Plug étaient disponibles jusqu’en septembre 2024 dans l'offre TNT flamande « Antenne TV » (TV Vlaanderen). Cette offre est disponible en Flandre et à Bruxelles.
La diffusion se fait via le "MUX2",
en norme DVB-T2 cryptée, sur les canaux 46 ou 47 UHF, selon la région

### Câble
RTL plug est diffusée sur les réseaux câblés belges de la Communauté française (Numericable programme n°6, VOO Numérique programme n°6 et n°506 en HD, UPC, Telenet et luxembourgeois (Numericable, Eltrona Interdiffusion, Siemens Luxembourg).

### Satellite
RTL plug est diffusée sur le satellite ASTRA en clair et en analogique de février 2004 à août 2010 puis le programme n° 6 du bouquet satellite TéléSAT. Elle est aussi diffusée techniquement via le satellite français, même si un abonnement au satellite belge en France n'est pas possible.

### Télévision sur IP
RTL-TVI est également diffusée sur les bouquets de télévision sur IP, en Belgique sur Proximus TV (programmes n°5 en Wallonie et à Bruxelles et n°54/44 (HD) en Flandre) et au Luxembourg sur la Télé des P&T.

## Audiences
Source : Centre d'Information sur les Médias.

### Audience globale
| Année | Parts de marché |
| ----- | --------------- |
| 2000  | —               |
| 2001  | —               |
| 2002  | —               |
| 2003  | —               |
| 2004  | 1,0 %           |
| 2005  | 1,5 %           |
| 2006  | 1,4 %           |
| 2007  | 1,5 %           |
| 2008  | 1,9 %           |
| 2009  | 2,4 %           |

| Année | Parts de marché |
| ----- | --------------- |
| 2010  | 2,0 %           |
| 2011  | 1,9 %           |
| 2012  | 2,0 %           |
| 2013  | 2,2 %           |
| 2014  | 2,25 %          |
| 2015  | 2,7 %           |
| 2016  | 2,5 %           |
| 2017  | 2,21 %          |
| 2018  | 1,81 %          |
| 2019  | 1,77 %          |

| Année | Parts de marché |
| ----- | --------------- |
| 2020  | 1,78 %          |
| 2021  | —               |
| 2022  | —               |
| 2023  | —               |
| 2024  | —               |
| 2025  | —               |
| 2026  | —               |
| 2027  | —               |
| 2028  | —               |
| 2029  | —               |

Avec une audience moyenne de 1,78 % de part de marché en 2020, Plug RTL est la sixième chaîne belge francophone la plus regardée, derrière La Une, RTL-TVI, Tipik, AB3, et Club RTL.

### Top 10 des programmes les plus regardés par année
| 2020 | 2020                                | 2020       | 2020                      | 2020           |
|      | Programme                           | Date       | Nombre de téléspectateurs | Part de marché |
| ---- | ----------------------------------- | ---------- | ------------------------- | -------------- |
| 1    | Les Profs 2                         | 23/08/2020 | 164 000                   | 11,6 %         |
| 2    | Le Labyrinthe : La Terre brûlée     | 16/06/2020 | 159 900                   | 9,8 %          |
| 3    | Divergente 3 : Au-delà du mur       | 31/03/2020 | 154 600                   | 8,0 %          |
| 4    | Ados & criminels                    | 05/11/2020 | 147 300                   | 8,2 %          |
| 5    | Le Labyrinthe                       | 09/06/2020 | 133 200                   | 8,1 %          |
| 6    | Le diable s'habille en Prada        | 10/03/2020 | 131 800                   | 8,3 %          |
| 7    | Prometheus                          | 10/07/2020 | 122 700                   | 9,7 %          |
| 8    | Hunger Games : L'Embrasement        | 14/01/2020 | 119 400                   | 7,7 %          |
| 9    | Hunger Games : La Révolte, partie 2 | 28/01/2020 | 114 900                   | 7,3 %          |
| 10   | Grease                              | 26/12/2020 | 112 500                   | 6,7 %          |

| 2019 | 2019                                                       | 2019       | 2019                      | 2019           |
|      | Programme                                                  | Date       | Nombre de téléspectateurs | Part de marché |
| ---- | ---------------------------------------------------------- | ---------- | ------------------------- | -------------- |
| 1    | Divergente                                                 | 03/03/2019 | 134 300                   | 8,0 %          |
| 2    | L'Île de la tentation                                      | 25/04/2019 | 120 600                   | 7,7 %          |
| 3    | Chasseurs d'appart'                                        | 17/03/2019 | 117 200                   | 11,5 %         |
| 4    | Les reines du shopping                                     | 10/02/2019 | 111 800                   | 9,6 %          |
| 5    | Dark Water                                                 | 13/04/2019 | 100 100                   | 6,5 %          |
| 6    | Audition secrète : Qui deviendra une star sans le savoir ? | 06/01/2019 | 96 300                    | 5,5 %          |
| 7    | Mariés au premier regard                                   | 30/01/2019 | 92 700                    | 9,5 %          |
| 8    | La France a un incroyable talent                           | 28/04/2019 | 92 000                    | 5,9 %          |
| 9    | Touche pas à mon poste                                     | 09/01/2019 | 90 300                    | 5,9 %          |
| 10   | Hunger Games : L'Embrasement                               | 17/02/2019 | 88 900                    | 5,8 %          |

| 2018 | 2018                                                       | 2018       | 2018                      | 2018           |
|      | Programme                                                  | Date       | Nombre de téléspectateurs | Part de marché |
| ---- | ---------------------------------------------------------- | ---------- | ------------------------- | -------------- |
| 1    | Dikkenek                                                   | 07/01/2018 | 132 900                   | 6,8 %          |
| 2    | Step Up                                                    | 14/01/2018 | 108 800                   | 5,9 %          |
| 3    | Touche pas à mon poste ! - Première partie                 | 03/09/2018 | 102 300                   | 6,5 %          |
| 4    | Chasseurs d'appart'                                        | 16/12/2018 | 100 900                   | 10,4 %         |
| 5    | Aussi profond que l'océan                                  | 25/02/2018 | 95 100                    | 5,3 %          |
| 6    | Nouveau look pour une nouvelle vie                         | 17/01/2018 | 88 500                    | 8,5 %          |
| 7    | Les reines du shopping                                     | 23/09/2018 | 85 100                    | 8,4 %          |
| 8    | Montreux Comedy Festival                                   | 24/12/2018 | 83 300                    | 7,9 %          |
| 9    | Audition secrète : Qui deviendra une star sans le savoir ? | 30/12/2018 | 79 000                    | 7,1 %          |
| 10   | Les Nuits avec mon ennemi                                  | 22/04/2018 | 76 000                    | 4,8 %          |

| 2017 | 2017                                                | 2017       | 2017                      | 2017           |
|      | Programme                                           | Date       | Nombre de téléspectateurs | Part de marché |
| ---- | --------------------------------------------------- | ---------- | ------------------------- | -------------- |
| 1    | Secret Story - Finale                               | 07/12/2017 | 137 800                   | 20,9 %         |
| 2    | Cauchemar en cuisine - Que sont-ils devenus ?       | 18/01/2017 | 128 500                   | 10,2 %         |
| 3    | Touche pas à mon poste ! - C'est que de la télé !   | 18/01/2017 | 126 600                   | 6,9 %          |
| 4    | Les reines du shopping                              | 22/01/2017 | 119 000                   | 10,0 %         |
| 5    | Pékin Express : À la découverte des mondes inconnus | 09/04/2017 | 117 700                   | 7,9 %          |
| 6    | Cauchemar chez le coiffeur                          | 24/05/2017 | 105 000                   | 8,3 %          |
| 7    | La vérité si je mens                                | 15/01/2017 | 103 900                   | 5,0 %          |
| 8    | Les Rois du shopping                                | 08/01/2017 | 101 700                   | 7,7 %          |
| 9    | La France a un incroyable talent                    | 08/02/2017 | 100 100                   | 8,9 %          |
| 10   | Chasseurs d'appart'                                 | 22/10/2017 | 94 700                    | 9,1 %          |

| 2016 | 2016                                              | 2016       | 2016                      | 2016           |
|      | Programme                                         | Date       | Nombre de téléspectateurs | Part de marché |
| ---- | ------------------------------------------------- | ---------- | ------------------------- | -------------- |
| 1    | Cauchemar à l'hôtel                               | 31/08/2016 | 195 000                   | 12,9 %         |
| 2    | Secret Story - Quotidienne                        | 25/10/2016 | 164 600                   | 9,6 %          |
| 3    | Les reines du shopping                            | 29/05/2016 | 160 700                   | 15,7 %         |
| 4    | 10 ans de Secret Story - Les secrets du phénomène | 29/08/2016 | 142 800                   | 9,1 %          |
| 5    | Touche pas à mon poste !                          | 27/01/2016 | 142 200                   | 7,7 %          |
| 6    | Tatie Danielle                                    | 02/02/2016 | 124 200                   | 8,1 %          |
| 7    | Cauchemar en cuisine                              | 27/07/2016 | 115 600                   | 8,0 %          |
| 8    | Le grand bêtisier 2015                            | 06/01/2016 | 102 400                   | 7,2 %          |
| 9    | Les Simpson                                       | 26/03/2016 | 96 900                    | 5,8 %          |
| 10   | La France a un incroyable talent                  | 07/01/2016 | 92 100                    | 7,0 %          |

| 2015 | 2015                               | 2015       | 2015                      | 2015           |
|      | Programme                          | Date       | Nombre de téléspectateurs | Part de marché |
| ---- | ---------------------------------- | ---------- | ------------------------- | -------------- |
| 1    | Secret Story - Quotidienne         | 17/09/2015 | 169 693                   | 14,0 %         |
| 2    | Qui veut épouser mon fils ?        | 16/07/2015 | 161 140                   | 11,7 %         |
| 3    | Nouveau look pour une nouvelle vie | 23/06/2015 | 138 413                   | 9,7 %          |
| 4    | Cauchemar en cuisine               | 13/07/2015 | 128 741                   | 9,4 %          |
| 5    | Twilight, chapitre IV              | 18/01/2015 | 125 871                   | 6,6 %          |
| 6    | Nouvelle Star                      | 15/01/2015 | 125 756                   | 7,4 %          |
| 7    | La France a un incroyable talent   | 06/01/2015 | 116 702                   | 7,9 %          |
| 8    | Touche pas à mon poste !           | 23/06/2015 | 115 757                   | 7,0 %          |
| 9    | Les reines du shopping             | 25/10/2015 | 106 683                   | 11,3 %         |
| 10   | American Pie : Marions-les !       | 20/12/2015 | 105 291                   | 5,6 %          |

| 2014 | 2014                           | 2014       | 2014                      | 2014           |
|      | Programme                      | Date       | Nombre de téléspectateurs | Part de marché |
| ---- | ------------------------------ | ---------- | ------------------------- | -------------- |
| 1    | Rising Star                    | 25/09/2014 | 210 600                   | 14,4 %         |
| 2    | Qui veut épouser mon fils ?    | 22/05/2014 | 168 700                   | 11,3 %         |
| 3    | Nouvelle Star : Finale         | 20/02/2014 | 153 800                   | 10,4 %         |
| 4    | Les mini-sosies font leur show | 30/12/2014 | 117 000                   | 9,0 %          |
| 5    | Pédale dure                    | 28/12/2014 | 112 400                   | 5,9 %          |
| 6    | Le Masque de l'araignée        | 23/12/2014 | 107 900                   | 6,1 %          |
| 7    | American Pie : Marions-les !   | 29/10/2014 | 105 100                   | 7,0 %          |
| 8    | Un dîner presque parfait       | 05/01/2014 | 101 600                   | 10,7 %         |
| 9    | Le Meilleur Pâtissier          | 23/11/2014 | 100 600                   | 8,1 %          |
| 10   | Touche pas à mon poste !       | 17/11/2014 | 99 900                    | 5,5 %          |

| 2013 | 2013                             | 2013       | 2013                      | 2013           |
|      | Programme                        | Date       | Nombre de téléspectateurs | Part de marché |
| ---- | -------------------------------- | ---------- | ------------------------- | -------------- |
| 1    | Nouvelle Star                    | 02/01/2013 | 206 038                   | 10,5 %         |
| 2    | Nouvelle Star - Fête Noël        | 26/12/2013 | 126 668                   | 7 %            |
| 3    | Cold Case : Affaires classées    | 07/03/2013 | 124 083                   | 7 %            |
| 4    | La France a un incroyable talent | 15/05/2013 | 120 292                   | 7,4 %          |
| 5    | Un dîner presque parfait         | 13/10/2013 | 119 923                   | 12,5 %         |
| 6    | Cauchemar en cuisine             | 20/03/2013 | 117 691                   | 7,1 %          |
| 7    | Ghost Whisperer                  | 03/02/2013 | 112 805                   | 9,5 %          |
| 8    | Norbert et Jean : Le Défi        | 13/10/2013 | 111 775                   | 12,4 %         |
| 9    | Belle toute nue                  | 03/07/2013 | 109 100                   | 7,4 %          |
| 10   | Le Pacte du sang                 | 28/04/2013 | 102 539                   | 6 %            |

| 2012 | 2012                                | 2012       | 2012                      | 2012           |
|      | Programme                           | Date       | Nombre de téléspectateurs | Part de marché |
| ---- | ----------------------------------- | ---------- | ------------------------- | -------------- |
| 1    | Red Bull Stratos                    | 14/10/2012 | 271 977                   | 16,4 %         |
| 2    | Nouvelle Star                       | 12/12/2012 | 185 937                   | 10,2 %         |
| 3    | Dikkenek                            | 17/04/2012 | 176 715                   | 9,9 %          |
| 4    | Un dîner presque parfait            | 05/02/2012 | 169 811                   | 15,3 %         |
| 5    | La Meilleure Danse                  | 12/06/2012 | 169 607                   | 12,4 %         |
| 6    | Pékin Express                       | 16/05/2012 | 143 685                   | 8,5 %          |
| 7    | Les Experts : Manhattan             | 07/01/2012 | 135 767                   | 7,7 %          |
| 8    | D&CO, Une semaine pour tout changer | 15/02/2012 | 131 244                   | 6,7 %          |
| 9    | Sissi                               | 15/12/2012 | 130 738                   | 8,6 %          |
| 10   | Sissi impératrice                   | 22/12/2012 | 125 621                   | 7,5 %          |

| 2011 | 2011                                  | 2011       | 2011                      | 2011           |
|      | Programme                             | Date       | Nombre de téléspectateurs | Part de marché |
| ---- | ------------------------------------- | ---------- | ------------------------- | -------------- |
| 1    | Super Nanny                           | 07/12/2011 | 223 018                   | 11,8 %         |
| 2    | La France a un incroyable talent      | 26/10/2011 | 184 798                   | 9,5 %          |
| 3    | Un dîner presque parfait              | 06/11/2011 | 153 384                   | 14,1 %         |
| 4    | D&CO                                  | 27/02/2011 | 129 246                   | 11,6 %         |
| 5    | Les Experts : Manhattan               | 13/08/2011 | 126 421                   | 9,2 %          |
| 6    | Top Chef                              | 20/02/2011 | 123 985                   | 10,7 %         |
| 7    | D&CO, Une semaine pour tout changer   | 13/06/2011 | 119 777                   | 6,6 %          |
| 8    | L'amour est dans le pré               | 02/02/2011 | 113 288                   | 6 %            |
| 9    | Les 25 ans de Juste pour rire         | 09/03/2011 | 97 091                    | 4,9 %          |
| 10   | Les Parents les plus stricts du monde | 28/12/2011 | 94 463                    | 5,1 %          |

Tous les téléspectateurs de 4 ans et plus, plus d'éventuels invités. Durée des programmes supérieure à 15 minutes.